# NGC 2334
NGC 2334 è una galassia lenticolare situata nella costellazione della Lince, a una distanza di circa 297 milioni di anni luce dalla nostra Via Lattea.

## Scoperta
La galassia è stata scoperta il 2 gennaio 1851 dall'astronomo irlandese Bindon Stoney.

## Descrizione
Seligman ritiene alquanto incerta la tradizionale identificazione di NGC 2334 con IC 465.